# Алиби (фильм, 2006)
«Алиби» (англ. The Alibi) — фильм 2006 года режиссёров Мэтта Чековски и Курта Маттила. Картина была выпущена на DVD 5 декабря 2006 года под названием «Ложь и алиби» (Lies and alibis).

## Сюжет
Персонаж Стива Кугана — Рэй Эллиот, хозяин агентства, предоставляющего услуги по формированию алиби для нуждающихся в этом неверных супругов, попадает в неприятную ситуацию из-за последнего клиента. Чтобы выпутаться из этой истории, он прибегает к помощи своей очень соблазнительной партнёрши по бизнесу (в этой роли занята Ребекка Ромейн). Сюжет закручивается в сложный клубок, когда Рэй подменяет собой одного из клиентов (Джеймс Марсден), а подружка этого клиента погибает. Скрываясь от полиции, убийц и ревнивого экс-приятеля погибшей, Рэй понимает, что ему потребуются все его силы, чтобы выкрутиться.

## В ролях
- Стив Куган — Рэй Эллиот
- Ребекка Ромейн — Лола
- Сельма Блэр — Адель
- Джеймс Бролин — Роберт Хэтч
- Сэм Эллиотт — мормон
- Джейми Кинг — Хизер
- Джон Легисамо — Ганнибал
- Джеймс Марсден — Уиндэлл Хэтч
- Деби Мейзар — детектив Брайс
- Генри Роллинз — Патти
- Дебора Кара Ангер — Дороти
- Терри Крюс — Crazy Eight